# Porphyra umbilicalis
Porphyra umbilicalis er en spiselig rødalge, som er én af de alger, der benævnes Nori på japansk.
De høstede planter fra Porphyraslægten forarbejdes til papirlignende ark, der især bruges i det japanske køkken.
Betegnelser for Porphyra umbilicalis: (engelsk) purple laver, (tysk) purpurtang, (japansk) chishima-kuro-nori